# Rosso
Rosso er en by i det vestlige Mauretanien, beliggende ved Senegalflodens bred, på grænsen til Senegal. Byen har et indbyggertal (pr. 2000) på cirka 48.000. 